# Radinosiphon leptostachya
Radinosiphon leptostachya är en irisväxtart som först beskrevs av John Gilbert Baker, och fick sitt nu gällande namn av Nicholas Edward Brown. Radinosiphon leptostachya ingår i släktet Radinosiphon och familjen irisväxter. Inga underarter finns listade i Catalogue of Life.